# Narciarstwo alpejskie na zimowych światowych wojskowych igrzyskach sportowych

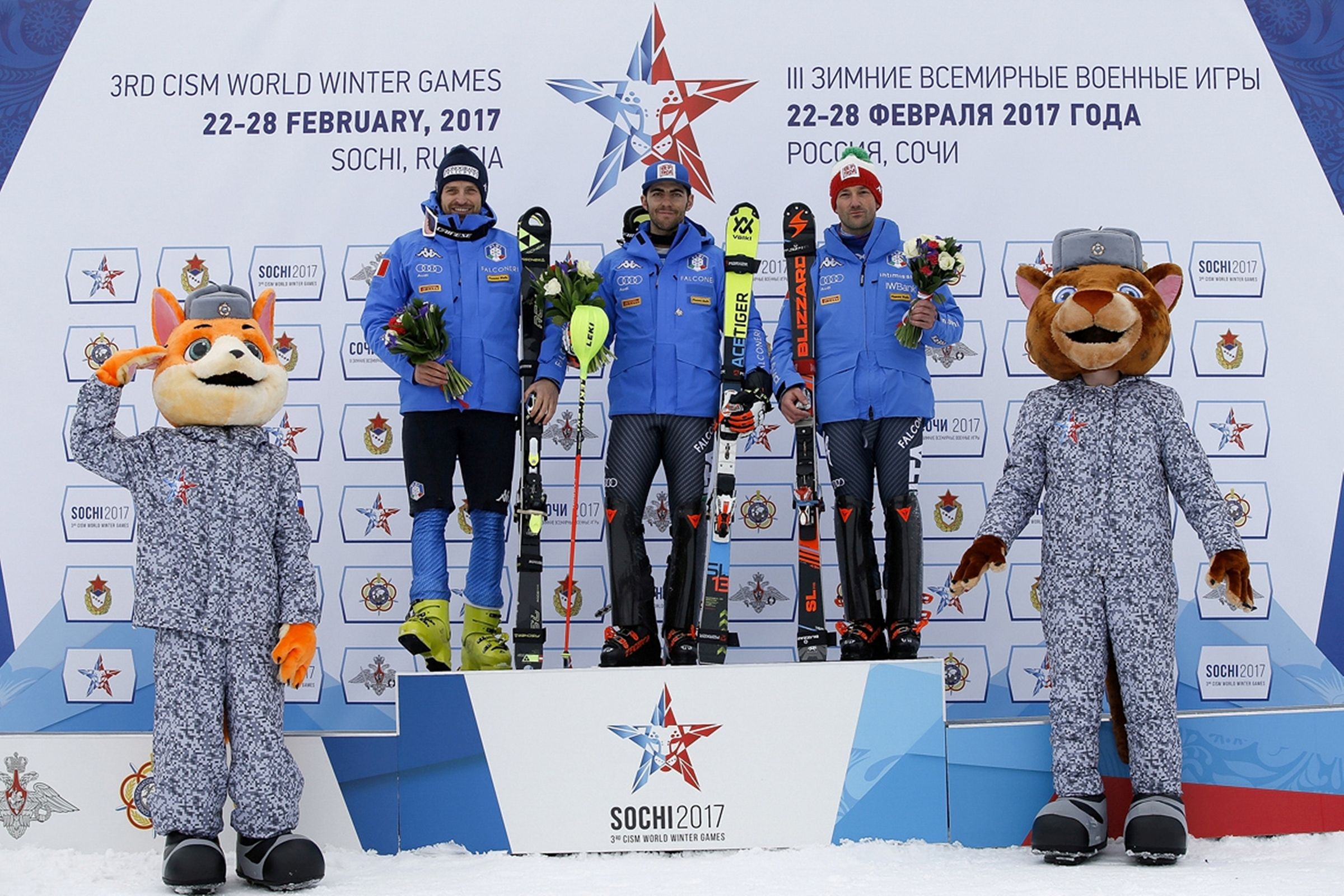
Soczi 2017. Włoskie podium slalomu jndyw. i drużynowo – stoją od lewej: Manfred Mölgg, Stefano Gross i Cristian Deville.

Narciarstwo alpejskie na zimowych światowych wojskowych igrzyskach sportowych – jako  jedna z zimowych dyscyplin sportowych zadebiutowała w dniu 21 marca 2010 na zimowych igrzyskach wojskowych w miejscowości Pila położonej w regionie Doliny Aosty we Włoszech, slalomem gigantem mężczyzn, który wygrał Francuz Adrien Théaux.
Narciarstwo alpejskie jest zimową dyscypliną sportową, bywa również określane mianem narciarstwa zjazdowego – polegającego na zjeździe na nartach po ośnieżonym stoku górskim lub sztucznym. Jest uprawiana na trasach zjazdowych usytuowanych na terenach ośrodków narciarskich.

## Edycje
| Edycja | Data                      | Miejscowość                                | Kraj    | Liczba konkurencji |
| ------ | ------------------------- | ------------------------------------------ | ------- | ------------------ |
| 1.     | 21–24.03.2010 (szczegóły) | Dolina Aosty (Gressoney-Saint-Jean i Pila) | Włochy  | 8                  |
| 2.     | 26–28.03.2013 (szczegóły) | Annecy i Chamonix                          | Francja | 8                  |
| 3.     | 25–26.02.2017 (szczegóły) | Soczi (Roza Chutor)                        | Rosja   | 4                  |
| 4.     | 23–29.03.2021 (szczegóły) | Berchtesgaden i Ruhpolding                 | Niemcy  |                    |

## Konkurencje
W programach igrzysk wojskowych jest podział dyscypliny na konkurencje męskie i damskie. Podczas zimowych igrzysk wojskowych zawodnicy i zawodniczki rywalizowali w ośmiu konkurencjach (od 2017 roku wyłączony został – slalom gigant).
Konkurencje rozgrywane na igrzyskach wojskowych:
- slalom – kobiet indywidualnie
- slalom –  kobiet drużynowo
- slalom gigant – kobiet indywidualnie
- slalom gigant –  kobiet drużynowo
- slalom – mężczyzn indywidualnie
- slalom – mężczyzn drużynowo
- slalom gigant – mężczyzn indywidualnie
- slalom gigant –  mężczyzn drużynowo

## Tabela medalowa wszech czasów

### Klasyfikacja medalowa lata 2010-2017
| Miejsce            | Reprezentacja      | Złoto | Srebro | Brąz | Razem |
| ------------------ | ------------------ | ----- | ------ | ---- | ----- |
| 1                  | Włochy             | 14    | 5      | 2    | 21    |
| 2                  | Francja            | 3     | 5      | 5    | 13    |
| 3                  | Szwajcaria         | 2     | 1      | 2    | 5     |
| 4                  | Niemcy             | 1     | 1      | 5    | 7     |
| 5                  | Austria            | 0     | 4      | 1    | 5     |
| 6                  | Rumunia            | 0     | 1      | 1    | 2     |
| 7                  | Białoruś           | 0     | 1      | 0    | 1     |
| 7                  | Rosja              | 0     | 1      | 0    | 1     |
| 7                  | Słowenia           | 0     | 1      | 0    | 1     |
| 10                 | Chiny              | 0     | 0      | 1    | 1     |
| 10                 | Iran               | 0     | 0      | 1    | 1     |
| 10                 | Serbia             | 0     | 0      | 1    | 1     |
| Ogółem (12 państw) | Ogółem (12 państw) | 20    | 20     | 19   | 59    |

| Lp.               | Reprezentacja     | Złoto | Srebro | Brąz | Razem |
| ----------------- | ----------------- | ----- | ------ | ---- | ----- |
| 1                 | Włochy            | 7     | 2      | 0    | 9     |
| 2                 | Francja           | 2     | 4      | 3    | 9     |
| 3                 | Niemcy            | 1     | 0      | 3    | 4     |
| 4                 | Austria           | 0     | 1      | 1    | 2     |
| 4                 | Rumunia           | 0     | 1      | 1    | 2     |
| 6                 | Białoruś          | 0     | 1      | 0    | 1     |
| 6                 | Rosja             | 0     | 1      | 0    | 1     |
| 8                 | Chiny             | 0     | 0      | 1    | 1     |
| Ogółem (8 państw) | Ogółem (8 państw) | 10    | 10     | 9    | 29    |

| Lp.               | Reprezentacja     | Złoto | Srebro | Brąz | Razem |
| ----------------- | ----------------- | ----- | ------ | ---- | ----- |
| 1                 | Włochy            | 7     | 3      | 2    | 12    |
| 2                 | Szwajcaria        | 2     | 1      | 2    | 5     |
| 3                 | Francja           | 1     | 1      | 2    | 4     |
| 4                 | Austria           | 0     | 3      | 0    | 3     |
| 5                 | Niemcy            | 0     | 1      | 2    | 3     |
| 6                 | Słowenia          | 0     | 1      | 0    | 1     |
| 7                 | Iran              | 0     | 0      | 1    | 1     |
| 7                 | Serbia            | 0     | 0      | 1    | 1     |
| Ogółem (8 państw) | Ogółem (8 państw) | 10    | 10     | 10   | 30    |